# Ильиных, Валерий Леонидович
Валерий Леонидович Ильиных (1947, Новосибирск - 03.06.1982, Москва) — советский гимнаст, вице-чемпион Олимпиады-1968 в командном первенстве, мастер спорта.
Выступал за спортивное общество «Динамо» (Москва), сборную Московской области и сборную СССР. Тренировался у Константина Каракашьянца.

## Достижения
- Серебряный призёр Олимпийских игр-1968 в командном первенстве
- Чемпион СССР в упражнениях на перекладине (1968)
- Бронзовый призёр СССР в упражнениях на кольцах (1968)[2]
- Чемпион РСФСР в упражнениях на брусьях (1971)[3]